# Arvid Wallman
Arvid Håkan Herbert Carlsson "Fågeln" Wallman (Göteborg, 3 de febre de 1901 – Västra Frölunda, 25 d'octubre de 1982) va ser un saltador suec que va competir a començaments del segle xx. Era l'avi de la també saltadora Susanne Wetteskog.
El 1920 va prendre part en els Jocs Olímpics d'Anvers, on va disputar la prova de palanca alta del programa de salts. En aquesta prova guanyà la medalla d'or.
Quatre anys més tard, als Jocs de París, finalitzà en vuitena posició en la mateixa prova del programa de salts.
Després de graduar-se el 1923 per la Universitat Tecnològica de Chalmers va treballar com enginyer civil.